# Lukullisk fest
En lukullisk fest, även lukullisk måltid, (på engelska lucullan feast) är ett uttryck anspelande på den romerska politikern Lucullus överdådiga och luxuösa liv, samt hans anordnande av väldigt stora fester och banketter. Idag används uttrycket, främst på engelska i form av "lucullan feast", för att beskriva extremt överdådiga fester i allmänhet. Ordet "lukullisk" har även fått betydelsen överdådig, luxuös.